# Dąbrówka (Linia)
Dąbrówka – część wsi Linia w Polsce położona w województwie pomorskim, w powiecie wejherowskim, w gminie Linia.